# Hôtel Norbo
 (janvier 2022).
 (août 2024).
L'hôtel Norbo est un bâtiment de Skid Row (Los Angeles) construit en 1912.

## Historique
L'hôtel Norbo est construit en 1912 et est ouvert en permanence, accueillant de nombreuses représentations musicales. En 1954, le Norbo lance "Jam at Dawn", des concerts qui commencent à six heures du matin,. Le lieu s'accompagne d'un restaurant, le Norbo Grill. Il accueille également le joueur de bongo Cee Pee Johnson chaque soir. Le lieu est mis en avant dans le The Negro Motorist Green Book, guide de voyage pour les personnes noires, et accueille un public d'ethnies mixtes.
En décembre 1958, le propriétaire du Norbo, Henry Charles Hochman, demande un permis de café-concert à la police de Los Angeles, qui le lui refuse, arguant que de nombreuses prostituées noires y travaillent pour des clients blancs et que la consommation de drogue y est courante.
Dans les années 1970, il est transformé en logement pour personnes à bas revenus avec un loyer d'environ 14 dollars par semaine. Dans les années 1980, en raison du manque de fonds publics, le lieu devient insalubre. À cette époque, le bâtiment sert à héberger des personnes porteuses de handicap psychologique pendant deux semaines, en attendant la gestion de leur dossier par les pouvoirs publics. Or, cette gestion met souvent plus longtemps et les malades sont expulsés sans nouvelle solution d'accueil.
En 1984, le comté de Los Angeles finit par porter plainte contre les conditions de logement dangereuses et insalubres dans le bâtiment. Une femme témoigne préférer dormir dehors plutôt que dans l'hôtel, où elle est attaquée par des rats et où les fenêtres sont brisées et le chauffage hors d'usage.
Le bâtiment est ensuite converti en 57 logements individuels à loyer réglementé,.
En 2017, il fait partie des quinze bâtiments répertoriés dans le Green Book et toujours debout à Los Angeles.